# Check Your Head
| Críticas profissionais      | Críticas profissionais |
| Avaliações da crítica       | Avaliações da crítica  |
| Fonte                       | Avaliação              |
| --------------------------- | ---------------------- |
| Allmusic                    | [ 1 ]                  |
| Robert Christgau            | (neither)              |
| Entertainment Weekly (1992) | (D)                    |
| Entertainment Weekly (2009) | (A)                    |
| IGN                         | (7.8/10)               |
| RapReviews                  | (7.5/10)               |
| Pitchfork Media             | (6.7/10)               |
| Rolling Stone (1992)        | [ 8 ]                  |
| Rolling Stone (2008)        | [ 9 ]                  |
| Q Magazine                  | [ 10 ]                 |
| PopMatters                  | [ 11 ]                 |
| Drowned in Sound            | [ 12 ]                 |

Check Your Head é o terceiro álbum de estúdio gravado pela banda Beastie Boys, lançado em 1992.
Houve um intervalo de três anos entre o segundo álbum da banda Paul's Boutique e a gravação deste álbum, que ocorreu no G-Son Studios em Atwater Village, Califórnia em 1991. O disco contém os sucessos "So Whatcha Want" e "Pass the Mic"; ambos vídeos estão disponíveis na antologia The Criterion Collection em DVD.

## O disco
Em contraste com o álbum anterior, Paul's Boutique, os Beastie Boys retornaram a suas raízes de punk rock em Check Your Head, tocando os próprios instrumentos pela primeira vez desde seus primeiros EP. Foi do fotógrafo Glen E. Friedman a ideia de tirar fotos deles com seus instrumentos (uma das quais se tornou a capa). A capa em si é uma descrição dos famosos Três Macacos Sábios: "não ouça o mal, não fale o mal e não veja o mal" (este tema é revisitado na letra de "Finger Lickin' Good"). O álbum contou com a participação, pela primeira vez, de Mario Caldato Jr..
Existem alguns rumores que a banda neerlandês Urban Dance Squad, que se apresentou em turnê pelos Estados Unidos com o Living Colour no começo de 1991, tenha influenciado os Beastie Boys a tocar instrumentos ao vivo novamente. O álbum do Urban Dance Squad, Life 'n Perspectives of a Genuine Crossover, foi gravado em Bruxelas, na primavera de 1991 e lançado no outono do mesmo ano, enquanto Check Your Head foi gravado durante 1991 e lançado na primavera de 1992. Existe um interesse a respeito deste assunto porque os interlúdios de "Life 'N' Perspectives" têm o mesmo  sample da canção "Happy Birthday" de Jimi Hendrix.
Check Your Head foi co-produzido pelos Beastie Boys e Mario Caldato Jr. (também conhecido como Mario C) que também fez engenharia de som do último álbum da banda, Paul's Boutique. O álbum também marca a primeira aparição do tecladista Money Mark.
Os Beastie Boys fizeram a turnê juntamente com a Rollins Band em 1992 para promover Check Your Head.

## Faixas
1. "Jimmy James" – 3:14
2. "Funky Boss" – 1:35
3. "Pass the Mic" – 4:17
4. "Gratitude" – 2:45
5. "Lighten Up" – 2:41
6. "Finger Lickin' Good" – 3:39
7. "So What'cha Want" – 3:37
8. "The Biz vs. The Nuge" – :33
9. "Time For Livin'" – 1:48
10. "Something's Got to Give" – 3:28
11. "The Blue Nun" – :32
12. "Stand Together"– 2:47
13. "Pow" – 2:13
14. "The Maestro" – 2:52
15. "Groove Holmes" – 2:33
16. "Live At P.J.'s" – 3:18
17. "Mark on the Bus" – 1:05
18. "Professor Booty" – 4:13
19. "In 3's" – 2:23
20. "Namasté" – 4:01

### Faixas Bônus da versão Japonesa
1. "Dub The Mic" (Instrumental)
2. "Drunken Praying Mantis Style"
3. "Skills to Pay the Bills (Pass the Mic, Pt. 2)"
4. "Netty's Girl"

## Posições nas Paradas

### Álbum
| Ano  | Parada                 | Posição |
| ---- | ---------------------- | ------- |
| 1992 | Billboard 200          | 10      |
| 1992 | Top R&B/Hip-Hop Albums | 37      |

### Singles
| Ano  | Single           | Parada                             | Posição |
| ---- | ---------------- | ---------------------------------- | ------- |
| 1992 | So What'cha Want | Billboard Hot 100                  | 93      |
| 1992 | So What'cha Want | Hot Dance Music/Max-Singles Sales  | 26      |
| 1992 | So What'cha Want | Hot Rap Singles                    | 18      |
| 1992 | So What'cha Want | Modern Rock Tracks                 | 22      |
| 1992 | Pass The Mic     | Hot Dance Music/Maxi-Singles Sales | 38      |
| 1992 | Jimmy James      |                                    |         |
| 1992 | Gratitude        |                                    |         |

## Lista Parcial de Samples
A lista a seguir mostra alguns dos samples utilizados em Check Your Head.
Jimmy James
- "Rockin' It" by Fearless Four
- "Fresh is the Word" by Mantronix
- "Beat Bop" by Rammelzee vs. K Rob
- "Surrender" by Cheap Trick (Versão ao vivo do álbum At Budokan)
- "I'm Chief Kamanawanalea (We're the Royal Macadamia Nuts)" by The Turtles
- "3rd Stone from the Sun", "Foxy Lady", "Happy Birthday", & "Still Raining, Still Dreaming" by Jimi Hendrix

Funky Boss
- "Funky Worm" by Ohio Players
- "Under Mi Sensi" by Barrington Levy
- "Anywhere But Nowhere" by K.C. White
- "Acid", & "Bicentennial Nigger" by Richard Pryor
- "Duppy Conqueror" by Bob Marley & the Wailers

Pass The Mic
- "Choir" by James Newton
- "Funky Jaws" by Larry Jones
- "Big Take Over" by Bad Brains
- "So What'cha Sayin'?" by EPMD
- "Big Sur Suite" by Johnny "Hammond" Smith
- "I Walk on Guilded Splinters" by Johnny Jenkins

Finger Lickin' Good
- "Aquarius" by 5th Dimension
- "Breakout" by Johnny "Hammond" Smith
- "Just Like Tom Thumb's Blues" by Bob Dylan[14]
- "Dance to the Music" by Sly & the Family Stone
- "Freaks for the Festival" by Rahsaan Roland Kirk

So What'cha Want
- "Just Rhymin' With Biz" by Big Daddy Kane
- "I've Been Watching You" by Southside Movement

The Biz vs. The Nuge
- "Homebound" by Ted Nugent

The Blue Nun
- "Hector" by The Village Callers

Stand Together
- "Slivadiv" by Back Door
- "Be Black Baby" by Grady Tate

Live At P.J.'s
- "Change Le Beat" by Fab Five Freddy

Mark On The Bus
- Diálogo do filme Wild Style (um filme sobre hip-hop e graffiti)
- "Mr. Roberts #1" do National Lampoon Inc's That's Not Funny, That's Sick! (1977)
- Diálogo de uma gravação pirata do grupo de black metal Venom de 1986 em City Gardens, New Jersey

Professor Booty
- Diálogo do filme Wild Style (um filme sobre hip-hop e graffiti)
- "Give it Up" by Kool & the Gang
- "Loose Booty" by Funkadelic
- "I'm Gonna Love You Just a Little More, Babe" by Jimmy Smith